# Milivoje Novakovič
Milivoje Novakovič (* 18. Mai 1979 in Ljubljana, SFR Jugoslawien) ist ein ehemaliger slowenischer Fußballnationalspieler.

## Karriere als Spieler

### Vereinskarriere

#### Anfänge
Der Stürmer kam 1998 nach Österreich zum DSG Klopeinersee. Anschließend wechselte er zum SAK Klagenfurt, 2002 zum ASK Voitsberg. Im Jahr 2004 spielte er auf Leihbasis für den SV Mattersburg, danach wurde er vom LASK Linz verpflichtet. In der Jugend lief er für den slowenischen Verein NK Olimpija Ljubljana auf.

#### Litex Lowetsch und 1. FC Köln

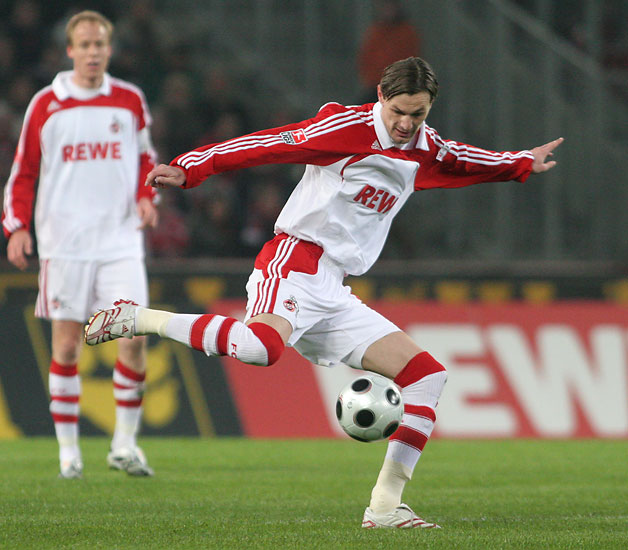
Novakovic im Trikot des 1. FC Köln

Nach nur einer Saison beim bulgarischen Verein Litex Lowetsch wechselte Novakovič am 29. August 2006 zum damaligen Zweitligisten 1. FC Köln. Am 24. Oktober 2006 gelang ihm im DFB-Pokalspiel gegen den FC Schalke 04 sein erstes Tor für die Kölner. Novakovič erzielte in der Spielzeit 2006/07 für den 1. FC Köln in der 2. Bundesliga zehn Tore. In der Saison 2007/08 kam er auf 20 Treffer und damit nahe an den Rekord von Lukas Podolski heran, der in der Saison 2004/05 24 Treffer erzielte. Nach anfänglichen Schwierigkeiten im Umgang mit den Kölner Fans entwickelte sich der Slowene immer mehr zu einem Publikumsliebling.
In der Saison 2007/08 hatte er neben Patrick Helmes Anteil am Aufstieg des 1. FC Köln in die Bundesliga. Mit seinen 20 Saisontreffern wurde er vor Rob Friend Torschützenkönig der 2. Liga 2007/08. In seiner Zweitligakarriere erzielte er in 58 Spielen 30 Tore.
In seiner ersten Saison in der 1. Bundesliga (2008/09) trug er mit seinen 16 Saisontoren zum Klassenerhalt des 1. FC Köln bei. Novakovič wurde 2008 in Slowenien zum Fußballer des Jahres gewählt. Mit 383 Stimmen setzte er sich gegen Torhüter Samir Handanovič (Udinese Calcio) durch, der auf 364 Stimmen kam. Vorübergehend war er auch Mannschaftskapitän des 1. FC Köln, wurde aber nach einem Streit mit Trainer Zvonimir Soldo dieser Funktion enthoben.
Am 10. Spieltag der Bundesliga-Saison 2010/11 erzielte Novakovič gegen den Hamburger SV alle drei Tore beim Kölner 3:2-Sieg; dies war sein erster Hattrick für den FC. In derselben Saison erzielte er 17 Tore – sein persönlicher Rekord in der 1. Bundesliga – und belegte damit den dritten Platz in der Torschützenliste.
Insgesamt absolvierte Novakovič 176 Pflichtspiele für den 1. FC Köln und schoss dabei 82 Tore.

#### Abenteuer Japan
Nach dem Abstieg des 1. FC Köln in die 2. Bundesliga (Mai 2012) und dem folgenden Umbruch spielte Novakovič keine Rolle mehr, hatte aber noch einen Vertrag beim FC bis Juni 2014. Er wurde freigestellt, um sich einen neuen Verein zu suchen. Am 2. August 2012 wurde er bis Jahresende an den japanischen Erstligisten Ōmiya Ardija ausgeliehen. Er hatte durch seinen Einsatz und seine Tore Anteil am Klassenerhalt der Mannschaft.
Nach einer kurzen Phase individuellen Trainings in Köln wurde die Leihe am 26. Januar 2013 schließlich bis zum 31. Dezember 2013 erneuert. Nach dem Ablauf der erneuten Leihe einigte er sich mit dem FC am 13. Januar 2014 auf eine sofortige Auflösung seines Vertrages. Einen Tag später wurde seine Verpflichtung durch den J-League-Konkurrenten Shimizu S-Pulse bekannt. Am 15. Januar 2015 wechselte Novakovič den Verein erneut innerhalb Japans, dieses Mal ging er zu Nagoya Grampus. Am 1. Januar 2016 endete das Arbeitsverhältnis.

#### Karriereende in der Heimat
Am 18. Februar 2016 unterzeichnet er einen Vertrag bis Sommer 2017 bei NK Maribor, dem Rekordmeister seines Heimatlandes Slowenien. Hier beendete er nach Ablauf des Vertrags mit 38 Jahren seine Karriere.

### Nationalmannschaft
Milivoje Novakovič war Nationalspieler Sloweniens. Er nahm an der Fußball-Weltmeisterschaft 2010 in Südafrika teil, bei der er in allen drei Vorrundenspielen zum Einsatz kam. Der Stürmer kam zwischen 2006 und 2017 in 80 Partien zum Einsatz und erzielte dabei 32 Treffer. Bis Ende 2019 traf nur Zlatko Zahovič (35) häufiger im slowenischen Nationaltrikot.

## Karriere als Trainer
Novakovič gehört als Assistent von Matjaž Kek zum Trainerstab der slowenischen Nationalmannschaft und nahm in dieser Funktion an der Europameisterschaft 2024 in Deutschland teil.